# Kō Matsubara
Kō Matsubara (japanisch 松原 后 Matsubara Kō; * 30. August 1996 in Hamamatsu) ist ein japanischer Fußballspieler.

## Karriere
Matsubara erlernte das Fußballspielen in der Schulmannschaft der Hamamatsu Kaiseikan High School. Seinen ersten Vertrag unterschrieb er 2015 bei Shimizu S-Pulse. Der Verein aus Shimizu spielte in der höchsten Liga des Landes, der J1 League. Am Ende der Saison 2015 stieg der Verein in die zweite Liga ab. 2016 wurde er mit dem Verein Vizemeister zweiten Liga und stieg direkt wieder in die erste Liga auf. Für den Verein absolvierte er 133 Ligaspiele. Im Januar 2020 ging er nach Europa, wo er in Belgien einen Vertrag beim VV St. Truiden unterschrieb. Der Verein aus Sint-Truiden spielte in der ersten belgischen Liga. Für VV St. Truiden bestritt er 15 Erstligaspiele. Im Juli 2022 kehrte er nach Japan zurück. Hier unterschrieb der Abwehrspieler einen Vertrag beim Erstligisten Júbilo Iwata. Am Ende der Saison 2022 musste er mit dem Verein als Tabellenletzter in die zweite Liga absteigen. 2023 gelang ihm mit dem Verein als Vizemeister der zweiten Liga der direkte Wiederaufstieg in die erste Liga.  Am Ende der Saison 2024 belegte er mit Júbilo den 18. Tabellenplatz und musste somit in die zweite Liga absteigen.

## Erfolge
Júbilo Iwata
- Japanischer Zweitligavizemeister: 2023